# Andre Jones
Andre Jones, né le 30 janvier 1990, à Suffolk, en Virginie, est un joueur américain naturalisé slovaque de basket-ball. Il évolue au poste d'arrière.

## Palmarès
- British Basketball League 2015
- Coupe d'Italie 2018